# Мегалейон
Мегалейо́н — древнегреческое благовоние.
О мегалейоне пишет древнегреческий философ Теофраст (ок. 370 до н. э. — ок. 285 до н. э.) в своём сочинении «О благовониях» (II.VI). Согласно Теофрасту, основой мегалейона была смесь «курящегося ладана» и масла баланитеса египетского, которое добывали в Сирии и Египте и которое кипятилось «в течение десяти дней и ночей». После этого в полученный состав добавлялись кассия, корица и мирра. Мог также добавляться краситель. По мнению Теофраста, мегалейон был одиним из двух самых сложных и дорогих в изготовлении благовоний. Также считалось, что он обладает лечебными свойствами и лучше подходит для женщин, поскольку долго хранит аромат.
Римляне также использовали мегалейон и называли его «мега́лий» (лат. megalium). По свидетельству Плиния, в состав мегалия входили баланитесовое масло, бальзам, каламус, аир, опопанакс, кассия и ароматическая смола.